# Pellorneidae
A Pellorneidae a madarak osztályának verébalakúak (Passeriformes) rendjébe tartozó család. A timáliafélék (Timaliidae) és az óvilági poszátafélék (Sylviidae) családokba sorolt nemeket helyeztek át ide.

## Rendszerezésük
A családot Jean Théodore Delacour írta le 1946-ban, az alábbi nemek tartoznak ide:
- Graminicola - 2 faj
- Malacopteron - 6 faj
- Gampsorhynchus - 2 faj
- Illadopsis - 8 faj
- Pellorneum - 8 faj
- Kenopia - 1 faj
- Malacocincla - 5 faj
- Ptilocichla - 3 faj
- Laticilla - 2 faj
- Napothera - 8 faj
- Rimator - 3 faj
- Alcippe[2] - 10 faj
- Jabouilleia[2] - 2 faj
- Ptyrticus[2] - 1 faj
- Trichastoma[2] - 3 faj

Nem minden szervezet által használt nemek:
- Turdinus[1] - 4 faj
- Schoeniparus[1] - 7 faj